# Eusarca snellenaria
Eusarca snellenaria là một loài bướm đêm trong họ Geometridae.